# Tour dei Depeche Mode

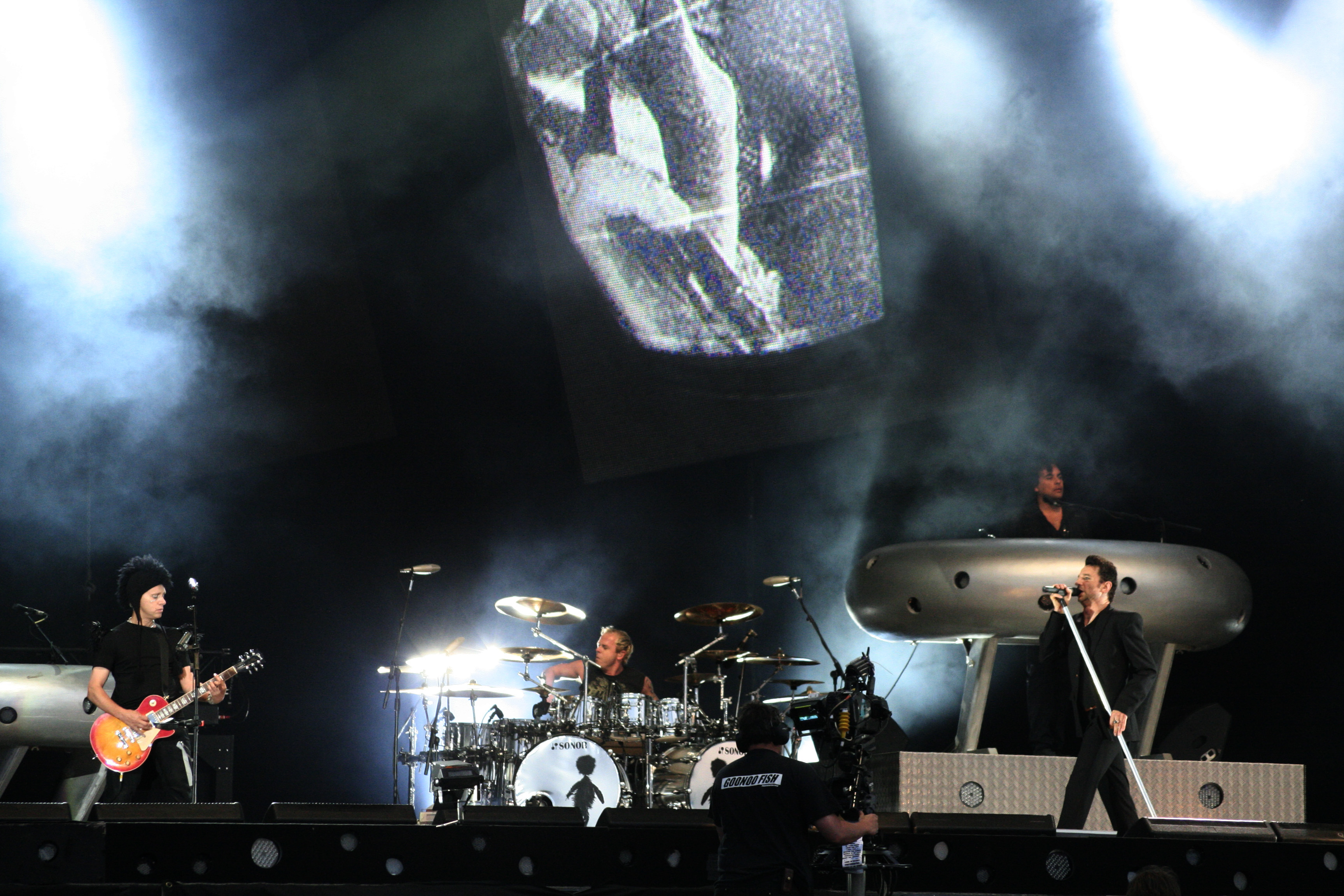
I Depeche Mode dal vivo nel 2006 al O_{2} Wireless Festival

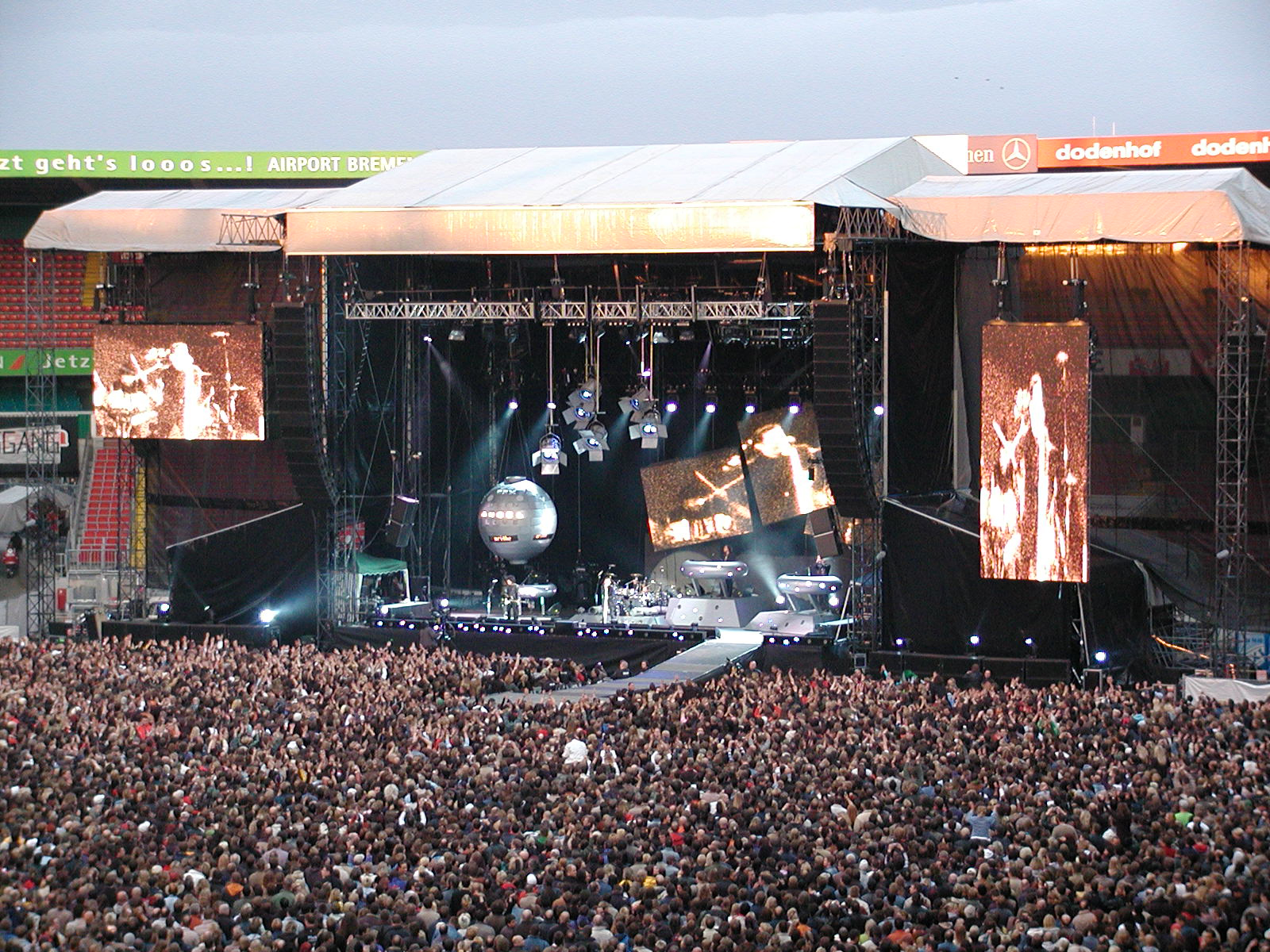
Ancora nel 2006 durante il Touring the Angel a Brema

Quella seguente è una lista di tournée dei Depeche Mode portate avanti dal 1981 ad oggi. Da notare che alcune uscite del 1980 sono in realtà cadute nel periodo in cui erano ancora chiamati "Composition of Sound" o non erano parte di una tournée di debita durata, così che non vengono qui elencate.

## Tournée
1981: 1981 Tour

Programma:
1. Any Second Now
2. Photographic
3. Nodisco
4. New Life
5. Puppets
6. Ice Machine
7. Big Muff
8. I Sometimes Wish I Was Dead
9. Tora! Tora! Tora!
10. Just Can't Get Enough
11. Boys Say Go!
12. What's Your Name?
13. Television Set
14. Dreaming Of Me
15. The Price Of Love

1982: See You Tour

Programma:
1. Shout!
2. I Sometimes Wish I Was Dead
3. Boys Say Go!
4. Puppets
5. See You
6. Big Muff
7. Now This Is Fun
8. Ice Machine
9. New Life
10. Tora! Tora! Tora!
11. The Meaning Of Love
12. Just Can't Get Enough
13. What's Your Name?
14. Photographic
15. Dreaming Of Me
16. I Like It
17. Programma per la televisione (non eseguito in tutte le date)

1982-1983: Broken Frame Tour

Programma:
1. Oberkorn
2. My Secret Garden
3. See You
4. Satellite
5. New Life
6. Boys Say Go!
7. Tora! Tora! Tora!
8. Nothing To Fear/Big Muff
9. Leave In Silence
10. Shouldn't Have Done That
11. Monument/Get The Balance Right
12. The Meaning Of Love
13. Just Can't Get Enough
14. A Photograph Of You
15. The Sun & The Rainfall
16. Shout
17. Photographic
18. Dreaming Of Me

1983-1984: Construction Time Again Tour

Programma:
1. Everything Counts
2. Now This Is Fun
3. Two Minute Warning
4. Shame
5. See You
6. Get The Balance Right!
7. Love In Itself
8. Pipeline/Big Muff/People Are People
9. The Landscape Is Changing
10. And Then
11. Photographic
12. Told You So
13. New Life
14. More Than A Party
15. The Meaning Of Love
16. Just Can't Get Enough
17. Boys Say Go!

1984-1985: Some Great Reward Tour

Programma:
1. Master And Servant (intro strumentale)
2. Something To Do
3. Two Minute Warning
4. Puppets
5. If You Want
6. People Are People
7. Leave In Silence
8. New Life
9. Shame
10. Somebody/It Doesn't Matter
11. Ice Machine/Shake The Disease
12. Lie To Me
13. Blasphemous Rumours
14. Told You So
15. Master And Servant
16. Photographic
17. Everything Counts
18. See You
19. Shout
20. Just Can't Get Enough

1986: Black Celebration Tour

Programma:
1. Christmas Island (intro)
2. Black Celebration
3. A Question Of Time
4. Fly On The Windscreen
5. Shake The Disease
6. Leave In Silence
7. It's Called A Heart
8. Everything Counts
9. It Doesn't Matter Two/Somebody
10. A Question Of Lust
11. Here Is The House (eseguita in tre sole occasioni)
12. Blasphemous Rumours
13. New Dress
14. Stripped
15. Something To Do
16. Master And Servant
17. Photographic
18. People Are People
19. Boys Say Go!
20. Just Can't Get Enough
21. More Than A Party

1987-1988: Music for the Masses Tour

Programma:
1. Pimpf (intro)
2. Behind The Wheel
3. Strangelove
4. Sacred
5. Something To Do
6. Blasphemous Rumours
7. Stripped
8. Pipeline/Never Turn Your Back On Mother Earth/Somebody
9. The Things You Said/It Doesn't Matter
10. Black Celebration
11. Shake The Disease
12. Nothing
13. Pleasure, Little Treasure/Just Can't Get Enough
14. People Are People/Master And Servant
15. A Question Of Time
16. Never Let Me Down Again
17. A Question Of Lust
18. Master And Servant/Just Can't Get Enough
19. Everything Counts

1990: World Violation Tour

Programma:
1. Kaleid-Crucified (intro)
2. World In My Eyes
3. Halo
4. Shake The Disease
5. Everything Counts
6. Master And Servant
7. Never Let Me Down Again
8. Waiting For The Night
9. I Want You Now/Here Is The House/Little 15
10. World Full Of Nothing/Sweetest Perfection/Blue Dress
11. Clean
12. Stripped
13. Policy Of Truth
14. Enjoy the Silence
15. Strangelove
16. Personal Jesus
17. Black Celebration
18. A Question Of Time
19. Behind The Wheel
20. Route 66

1993: Devotional Tour

Programma:
1. Higher Love
2. Policy Of Truth
3. World In My Eyes
4. Walking In My Shoes
5. Behind The Wheel
6. Halo
7. Stripped
8. Condemnation
9. Judas/A Question Of Lust
10. Death's Door/One Caress
11. Mercy In You/Get Right With Me
12. I Feel You
13. Never Let Me Down Again
14. Rush
15. In Your Room
16. Personal Jesus
17. Enjoy The Silence
18. Fly On The Windscreen/Something To Do/Somebody
19. Everything Counts

1994: Exotic Tour + Summer '94 Tour

Programma:
1. Rush
2. Halo
3. Behind The Wheel
4. Everything Counts
5. World In My Eyes
6. Walking In My Shoes
7. Stripped
8. Condemnation
9. I Want You Now/Somebody/Judas/A Question Of Lust/One Caress/Waiting For The Night
10. In Your Room
11. Never Let Me Down Again
12. I Feel You
13. Personal Jesus
14. Fly On The Windscreen
15. Enjoy The Silence
16. Policy Of Truth/Clean
17. A Question Of Time

1998: The Singles 86-98 Tour

Programma:
1. Painkiller (intro)
2. A Question Of Time
3. World In My Eyes
4. Policy Of Truth
5. It's No Good
6. Never Let Me Down Again
7. Walking In My Shoes
8. Only When I Lose Myself
9. A Question Of Lust/Sister Of Night
10. Home
11. Condemnation
12. In Your Room
13. Useless
14. Enjoy The Silence
15. Personal Jesus
16. Barrel Of A Gun
17. Somebody
18. Stripped/Behind The Wheel
19. I Feel You
20. Just Can't Get Enough

2001: Exciter Tour

Setlist:
1. Easy Tiger-Dream On (intro strumentale)
2. The Dead Of Night
3. The Sweetest Condition
4. Halo
5. Walking In My Shoes
6. Dream On
7. When The Body Speaks
8. Waiting For The Night
9. The Bottom Line/Surrender/Dressed In Black/Sister Of Night/Condemnation/Judas/It Doesn't Matter Two/Somebody
10. Breathe
11. Freelove
12. Enjoy The Silence
13. I Feel You
14. In Your Room
15. It's No Good
16. I Feel Loved (non eseguita in tutte le serate)
17. Personal Jesus
18. World Full Of Nothing (eseguita solo durante l'ultimo spettacolo)
19. Home
20. Clean/Condemnation
21. Black Celebration
22. Never Let Me Down Again

2005-2006: Touring the Angel
Tour invernale:
1. I Want It All (strumentale)
2. A Pain That I'm Used To
3. John The Revelator
4. A Question Of Time
5. Policy Of Truth
6. Precious
7. Walking In My Shoes
8. Suffer Well
9. Damaged People/Macro
10. Home
11. I Want It All
12. The Sinner In Me
13. I Feel You
14. Behind The Wheel
15. World In My Eyes
16. Personal Jesus
17. Enjoy The Silence
18. Somebody/A Question Of Lust/Shake The Disease/Leave In Silence
19. Just Can't Get Enough
20. Everything Counts
21. Never Let Me Down Again
22. Goodnight Lovers

Tour estivo:
1. I Want It All (strumentale)
2. A Pain That I'm Used To
3. A Question Of Time
4. Suffer Well
5. Precious
6. Walking In My Shoes
7. Stripped
8. Home
9. It Doesn't Matter Two/Judas/Blue Dress
10. In Your Room
11. Nothing's Impossible/The Sinner In Me
12. John The Revelator (non eseguita in tutte le date)
13. I Feel You
14. Behind The Wheel
15. World In My Eyes
16. Personal Jesus
17. Enjoy The Silence
18. Shake The Disease/Leave In Silence/It Doesn't Matter Two/Somebody
19. Photographic/Just Can't Get Enough
20. Never Let Me Down Again

2009-2010: Tour of the Universe
1. Intro + In Chains
2. Wrong
3. Hole To Feed
4. Walking In My Shoes
5. It's No Good
6. A Question Of Time
7. Precious
8. Fly On The Windscreen
9. Jezebel/Little Soul (eseguita da Martin Lee Gore)
10. A Question Of Lust/Home (eseguita da Martin Lee Gore)
11. Come Back
12. Peace
13. In Your Room
14. I Feel You
15. In Sympathy/Policy Of Truth
16. Enjoy The Silence
17. Never Let Me Down Again
18. Stripped
19. Master And Servant
20. Strangelove
21. Personal Jesus
22. Waiting for the Night